# Want you to be mine
Want you to be mine was de tiende single van de symfonische-rockgroep Kayak.
Het liefdeslied is afkomstig van het studioalbum Starlight Dancer en haalde positie 30 in de Nederlandse Top 40 en past wat dat betreft in het rijtje van redelijk succesvolle singles van de band. De muziek is funky, jazzy symfonische rock.
In de Verenigde Staten werd het nummer ook als single uitgebracht. Dat bleek zonder dat de heren van Janus Records het door hadden een veredelde demoversie te zijn. De band was not amused. Elders verscheen de voltooide versie. B-kant was Golddust; het enige nummer dat Max Werner schreef voor Kayak.

## Hitnotering
| "Want you to be mine" in de Nederlandse Top 40 - binnen 01-07-1978 | "Want you to be mine" in de Nederlandse Top 40 - binnen 01-07-1978 | "Want you to be mine" in de Nederlandse Top 40 - binnen 01-07-1978 | "Want you to be mine" in de Nederlandse Top 40 - binnen 01-07-1978 | "Want you to be mine" in de Nederlandse Top 40 - binnen 01-07-1978 |
| Week                                                               | 1                                                                  | 2                                                                  | 3                                                                  |                                                                    |
| ------------------------------------------------------------------ | ------------------------------------------------------------------ | ------------------------------------------------------------------ | ------------------------------------------------------------------ | ------------------------------------------------------------------ |
| Nummer                                                             | 32                                                                 | 30                                                                 | 33                                                                 | uit                                                                |

| "Want you to be mine" in de Nederlandse Single Top 100 - binnen: 08-07-1978 | "Want you to be mine" in de Nederlandse Single Top 100 - binnen: 08-07-1978 | "Want you to be mine" in de Nederlandse Single Top 100 - binnen: 08-07-1978 | "Want you to be mine" in de Nederlandse Single Top 100 - binnen: 08-07-1978 |
| Week                                                                        | 1                                                                           | 2                                                                           |                                                                             |
| --------------------------------------------------------------------------- | --------------------------------------------------------------------------- | --------------------------------------------------------------------------- | --------------------------------------------------------------------------- |
| Nummer                                                                      | 48                                                                          | 50                                                                          | uit                                                                         |